# Nuevo Ojitlán
Nuevo Ojitlán är en ort i Mexiko.   Den ligger i kommunen Playa Vicente och delstaten Veracruz, i den sydöstra delen av landet, 400 km öster om huvudstaden Mexico City. Nuevo Ojitlán ligger 136 meter över havet och antalet invånare är 199.
Terrängen runt Nuevo Ojitlán är platt. Runt Nuevo Ojitlán är det ganska glesbefolkat, med 24 invånare per kvadratkilometer. Närmaste större samhälle är Abasolo del Valle, 13,5 km sydost om Nuevo Ojitlán. Omgivningarna runt Nuevo Ojitlán är en mosaik av jordbruksmark och naturlig växtlighet.